# Ака (пигмеи)

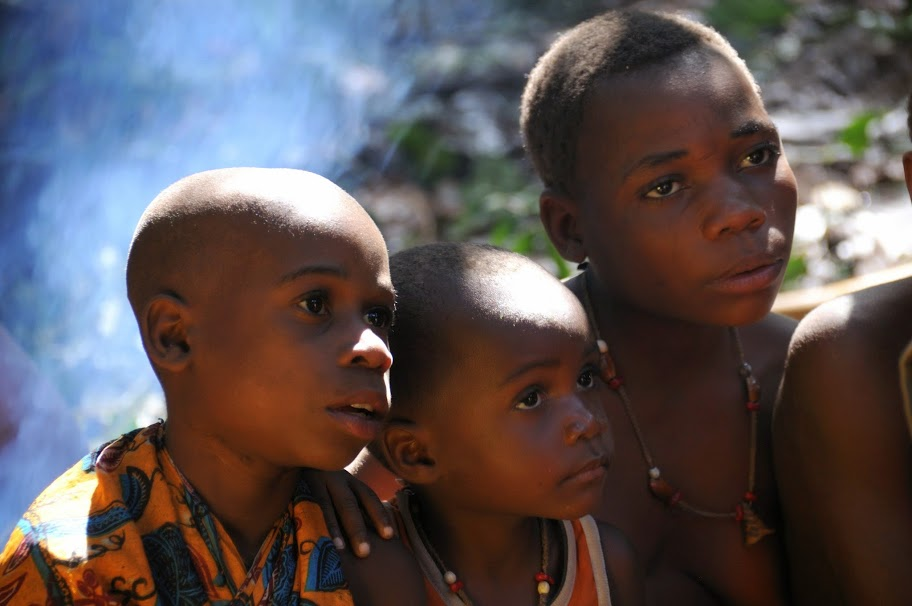
Дети народа ака (ЦАР)

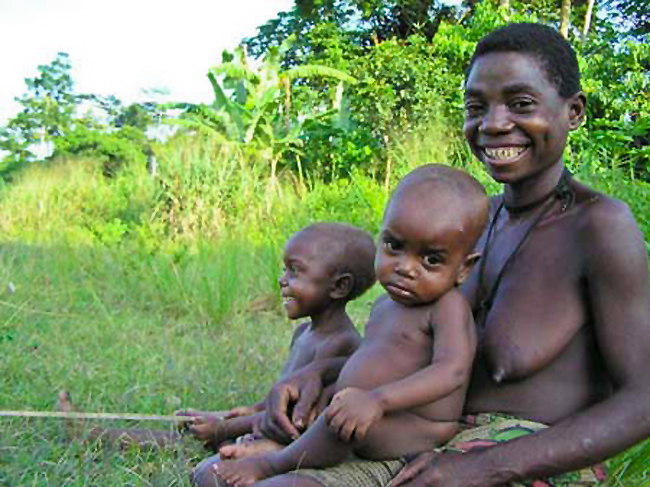
Женщина с детьми из племени ака (ДРК)

Ака (самоназв. биака) — кочевые африканские пигмеи, традиционно охотники-собиратели. Хотя ака называют себя биака или баяка (BiAka), они также известны как бабензиле (Babenzele) на западе ЦАР и северо-западе Республики Конго.

## Расселение
Они живут в различных местностях юго-запада ЦАР и севера Респ. Конго, в 11 различных экологических зонах реки Конго. Они родственны пигмеям из этнической группы бака (Камерун, Габон, северное Конго, юго-запад ЦАР), однако последние говорят на языке другой группы — убангийской, разделяя с ака лишь лексикон, связанный с лесным образом жизни (вероятно, сохранившийся как наследие вымерших пигмейских языков). Небольшая группа ака (известна, как мбути из леса Итури) проживает в восточном Конго, и имеет сходство с племенем мангбету.

## Генетика
Частота Y-хромосомной гаплогруппы B у пигмеев биака и мбути достигает 35 %.
Ака имеют преобладание митохондриальной гаплогруппы L1 в генетическом гаплотипе, что предполагает возможность наиболее дивергентного человеческого ДНК гаплотипа. Предполагается, что зрелые предки современного человека в Восточной Африке (этури (в том числе мбути) и хадза) имели митохондриальную гаплогруппу L1. В течение межледникового оптимума погоды Сахара, будучи зелёной, позволяла свободно мигрировать вдоль её южной границы. Следовательно, в течение этого периода состоялась миграция раннего человека, распространённая от западной до восточной части бассейна Конго. Байака, следовательно, представляют одних из старейших существующих сегодня современных людей.
Ака были описаны в статье «Ndoki: the Last Place on Earth» журнале National Geographic в выпуске от июля 1995 года.

## Музыка
У ака распространён стиль музыки под названием «hindewhu», заключающийся в том, что исполнитель играет на небольшой, около 7-8 см дудке, извлекающей одну ноту, и одновременно своим голосом различные ноты, в результате чего получается незамысловатый мотив.
Впервые hindewhu был записан исследователями в 1960-х годах, а в 1973 году джазмен Херби Хэнкок под его впечатлением записал трек «Watermelon Man» (в отличие от дудки, в данной композиции использовалась пивная бутылка), впоследствии вошедший в альбом «Head Hunters».